# フアン・ルナ
フアン・ルナ・イ・ノビシオ（Juan Luna y Novicio、1857年10月23日 - 1899年12月7日）は、フィリピンの画家、フィリピン独立革命期の政治運動家。

## 生涯
フアンはフィリピン北部の北イロコス州バドックで七人兄弟の三男として生まれた。父はドン・ホアキン・ルナ・デ・サンペドロ・イ・ポサダスで、母はドナ・ロレアナ・ノビシオ・イ・アンチェタ。1861年、フアンの家族はマニラへ移動し、弟にアントニオ・ルナがいる。兄にマヌエル・ルナも画家で、影響を受けたフアンはアテネオ・デ・マニラ大学に入学し、文学士号を取得した。フィリピン商船学校にも学籍を置いた。
絵画をマニラのエルミタに住むロレンソ・グエレロや、マニラの芸術学校(Academia de Dibujo y Pintura)ではスペイン人画家アグスチン・サエスに学んだ。
1877年、マヌエルとフアンはヨーロッパへ留学し、マヌエルは音楽、フアンは王立サン・フェルナンド美術アカデミーでアレホ・ベラに絵画を学んだ。1881年のマドリッドの国民芸術展覧会に発表した「クレオパトラの死」が銀賞を受賞し、奨学金を取得した。1883年には基礎自治体ムニシピオ委員会から絵の発注を受け、1884年5月のマドリッド国民芸術展覧会にSpoliariumを発表し、金賞を受賞した。スペイン王とも友好関係を持つようになり、スペイン上院議会からの発注でLa Batalla de Lepanto (レパントの戦い)を描いた。

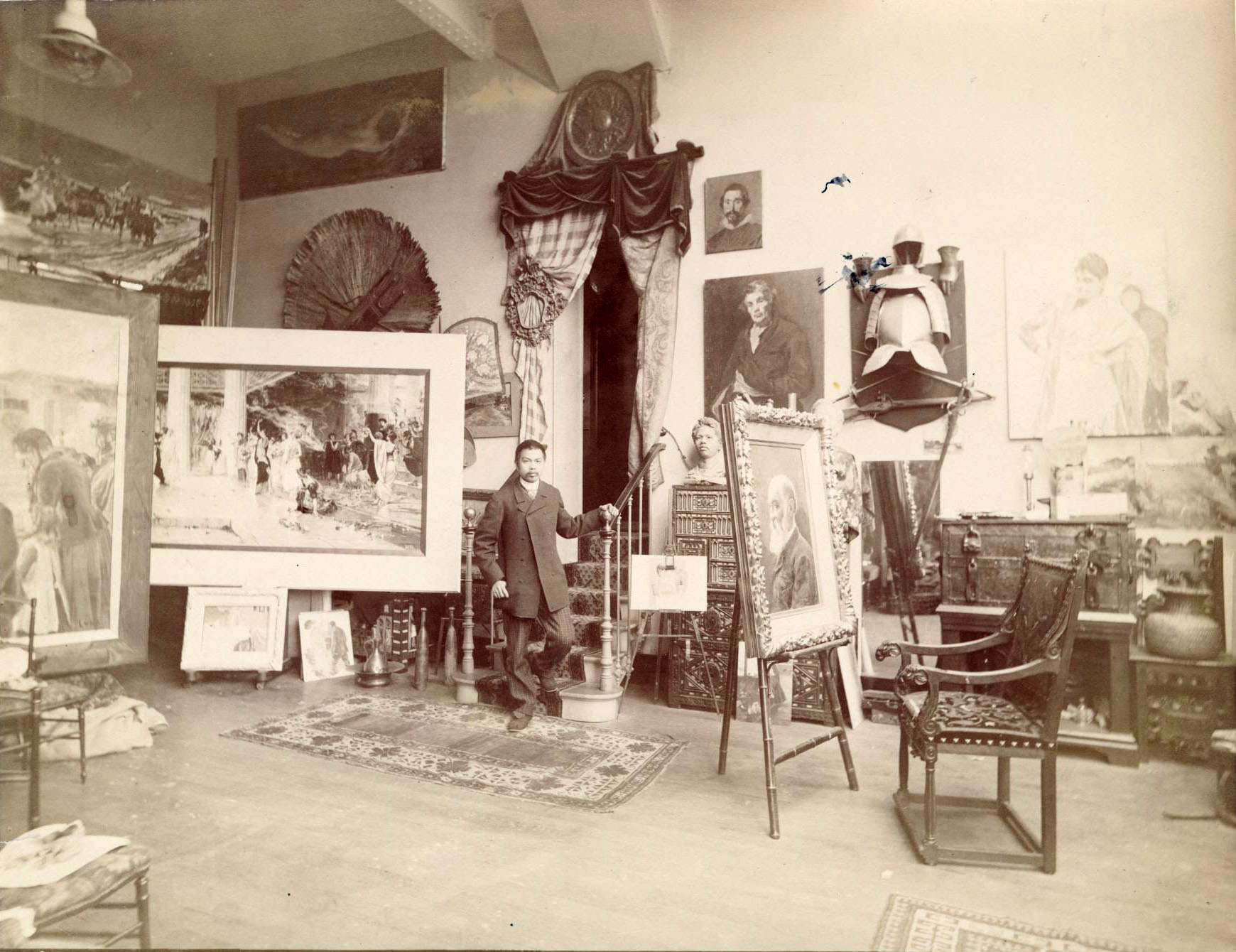
パリのスタジオのフアン

1885年、フアンはパリに移り、フィリピンボホール島のダトゥ・シカツナの伝統的儀式血の盟約とフィリピンを征服したミゲル・ロペス・デ・レガスピを題材にした「El Pacto de Sangre」を作成した。1886年、友人の姉妹マリアと結婚したが、1892年に妻を不倫の廉で殺害し、逮捕された。翌1893年、精神錯乱の情状酌量によって釈放された。
1894年、フィリピンに帰国し、1896年に日本へ旅行した。日本から帰国した1896年9月16日、弟で独立運動カティプナンの運動家のアントニオ・ルナがスペイン当局に逮捕された。
1898年、フアンはフィリピン革命政府執行委員会パリ代表に任命され、フィリピン第一共和国の外交に従事し、翌1899年12月、米西戦争のパリ条約に調印した。その後フィリピンに帰国すると、アントニオ・ルナが6月に殺害されたことを知った。その後、香港へ移り、1899年12月7日に心臓麻痺で死亡した。遺体は香港で埋葬された。
1892年の遺作Peuple et Roisは、1904年のセントルイス万国博覧会で賞賛された。

## 絵画

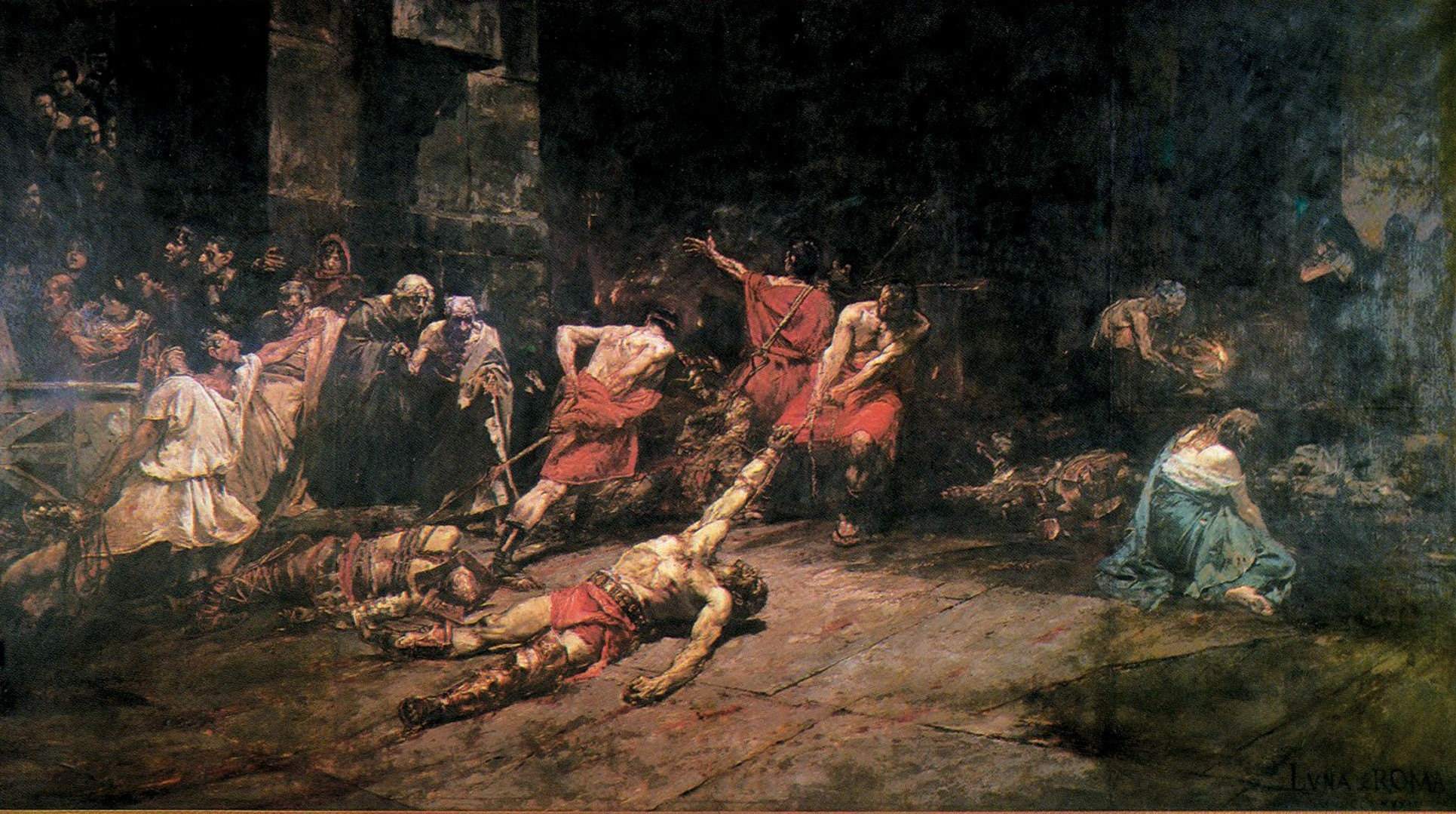
Spoliarium
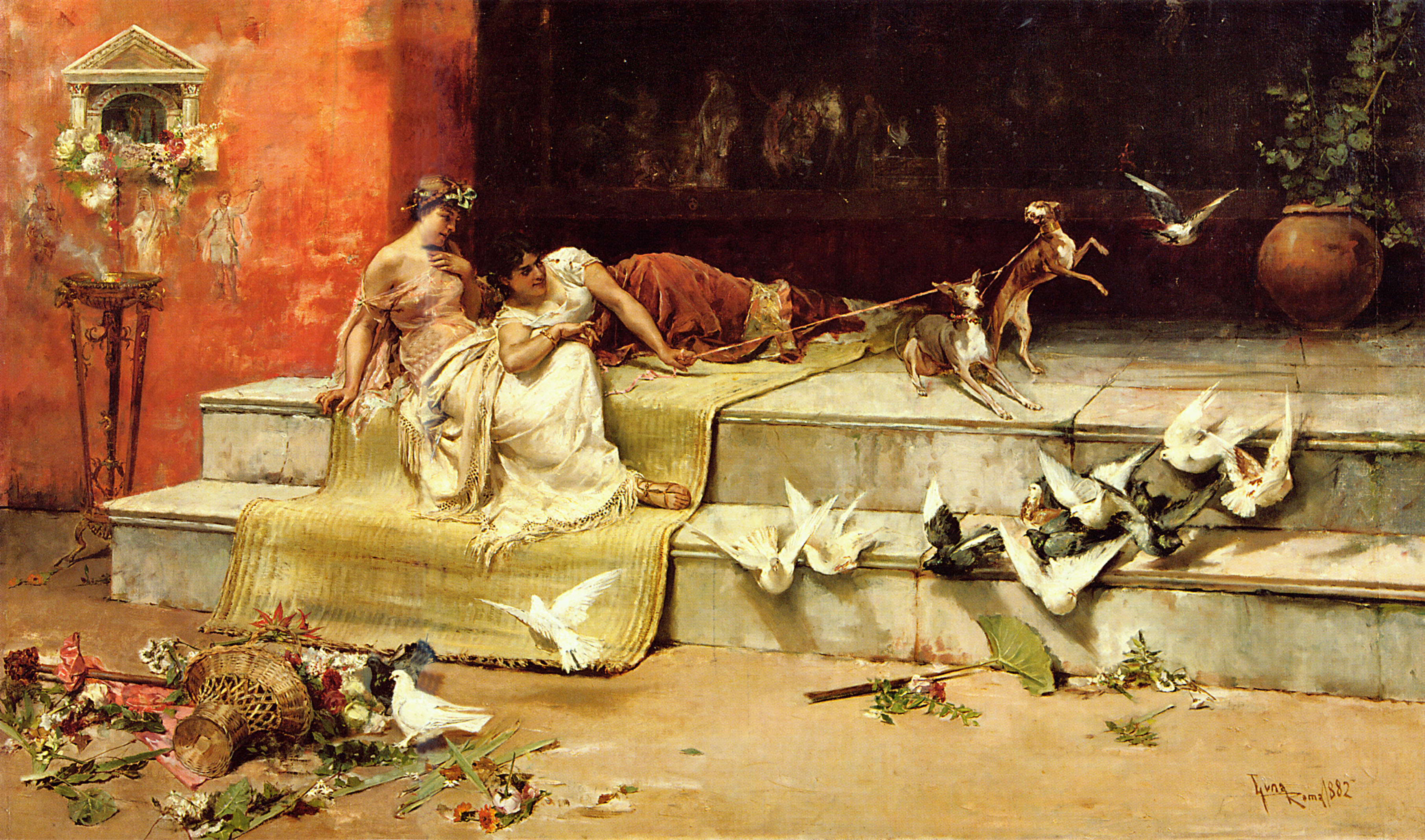
Las Damas Romanas, 1882
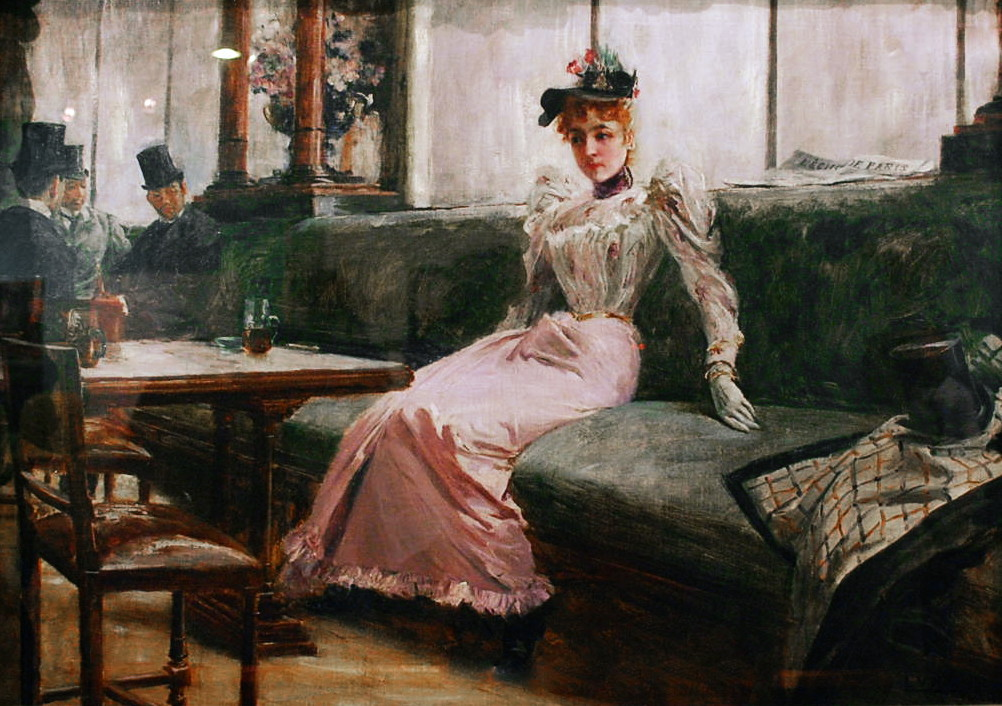
The Parisian Life
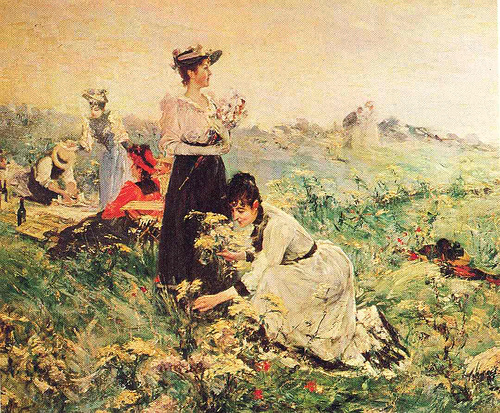
Picnic in Normandy
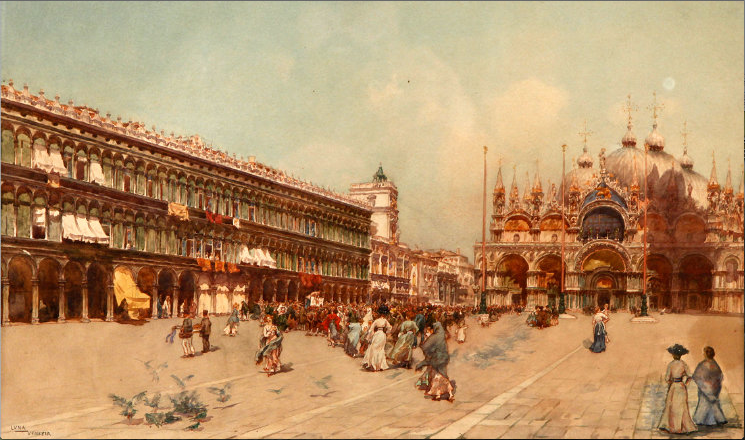
Plaza de San Marcos, Venezia
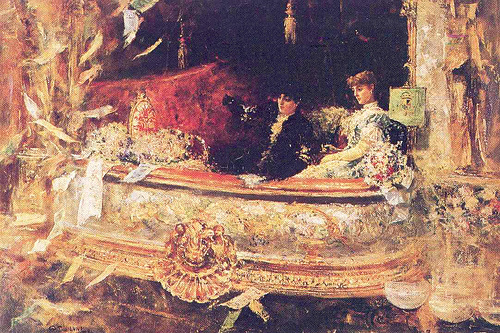
En el Balcon
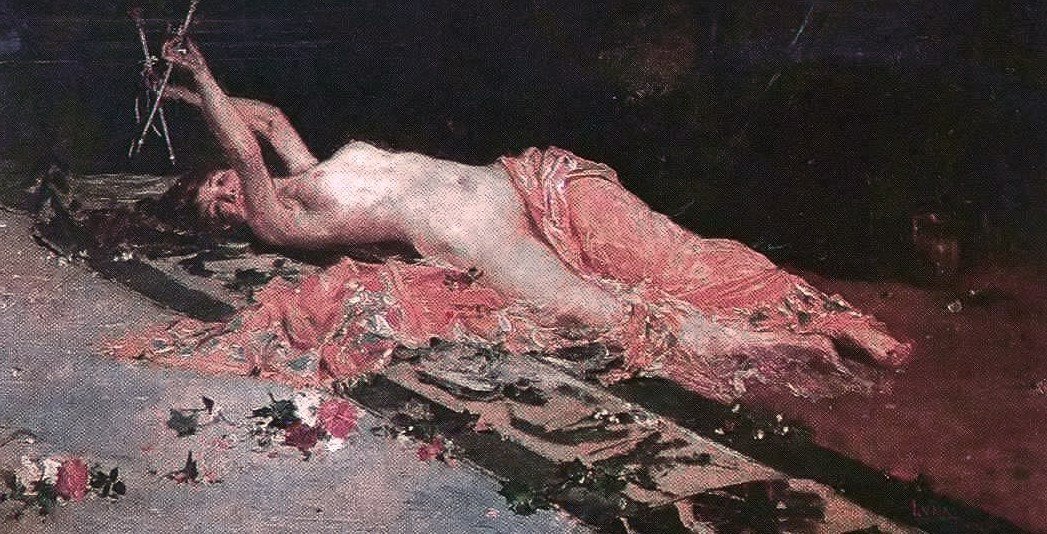
Odalisque
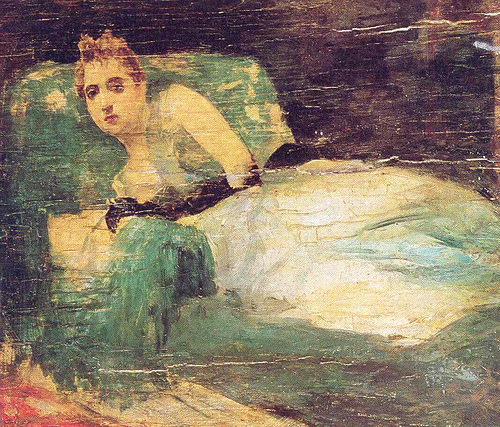
Despues del Baile
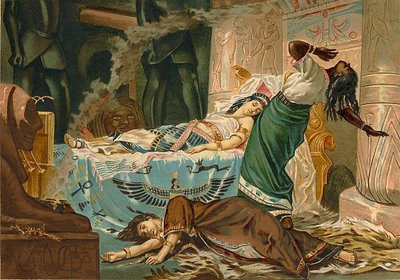
La Muerte de Cleopatra
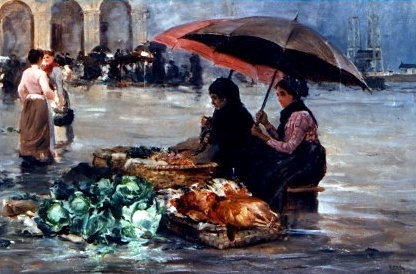
Mercado de Portugalete
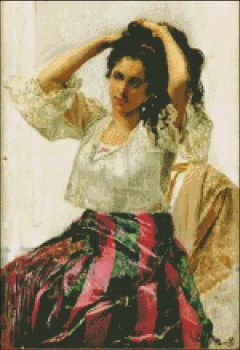
Una Mestiza
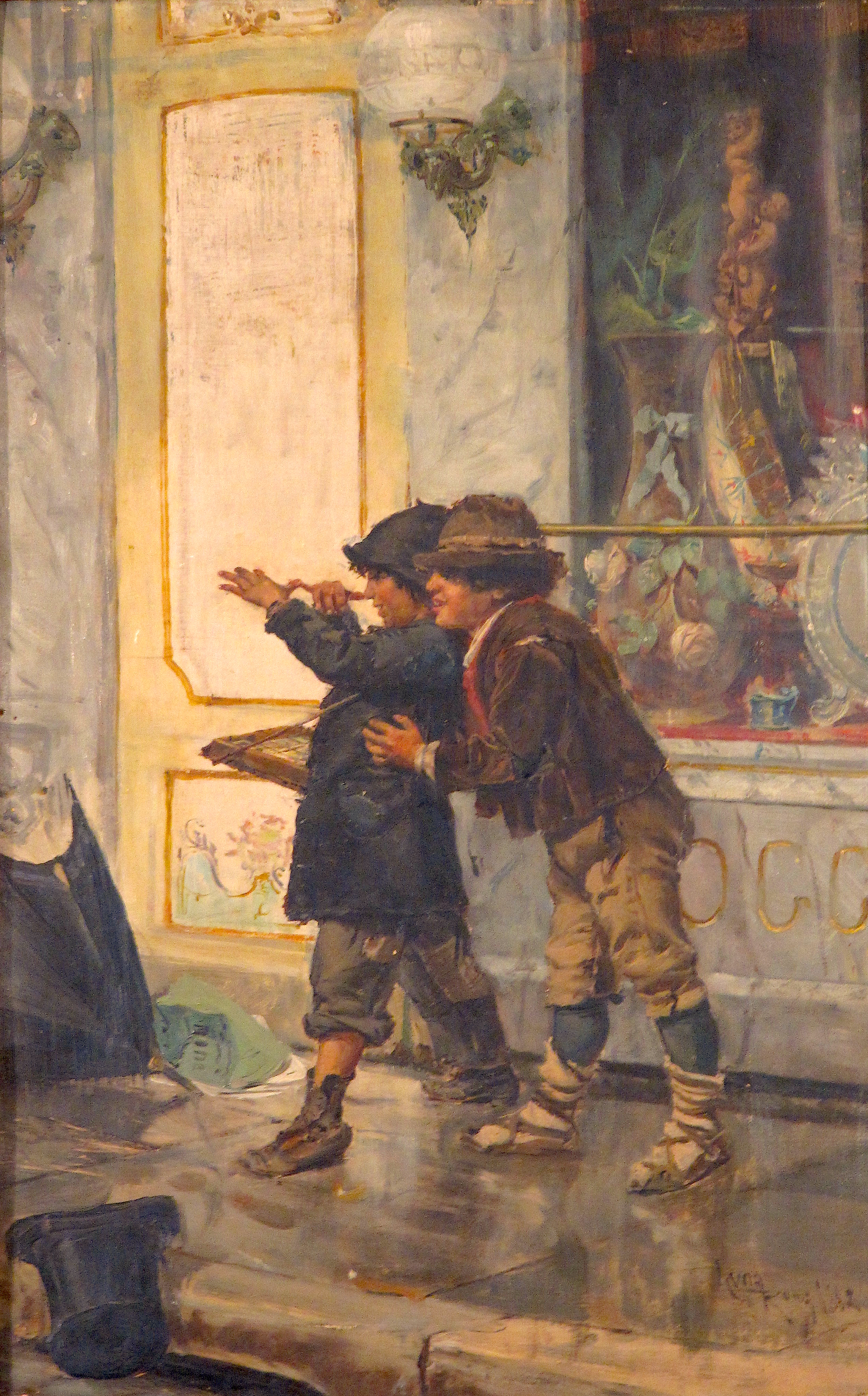
La Burla, Roma, 1882
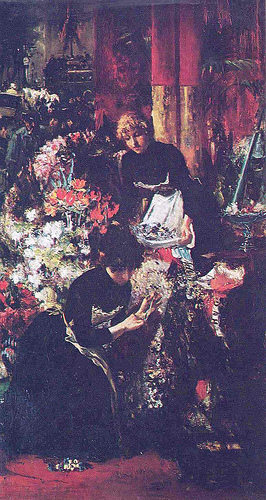
Street Flower Vendor
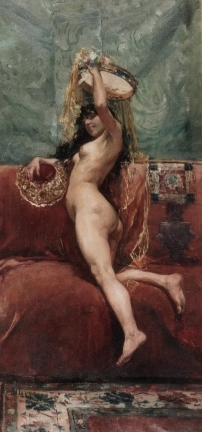
Nu Femeni
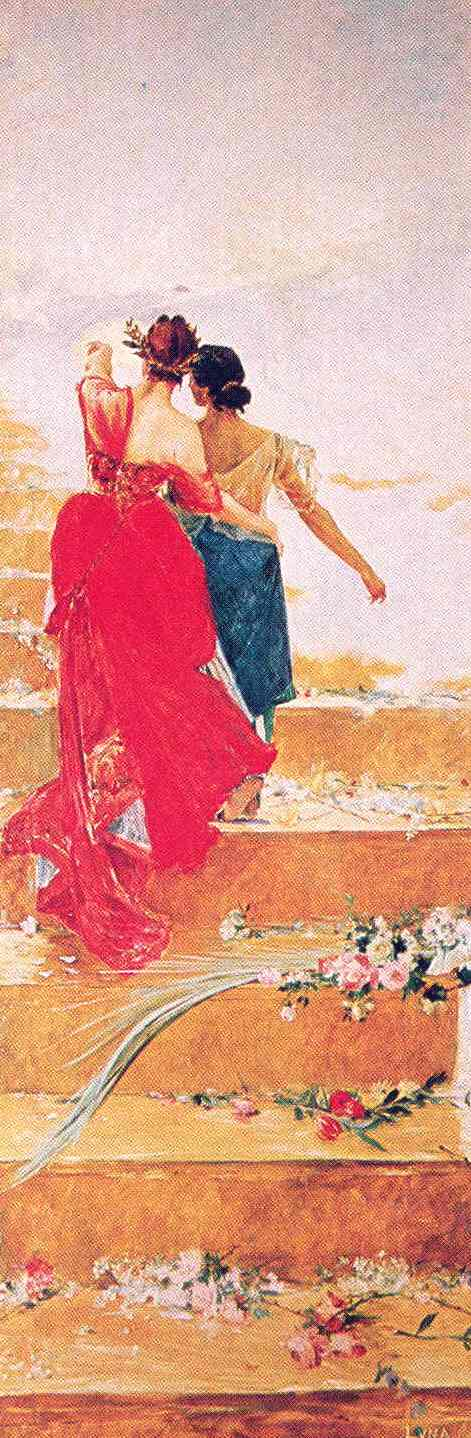
España y Filipinas
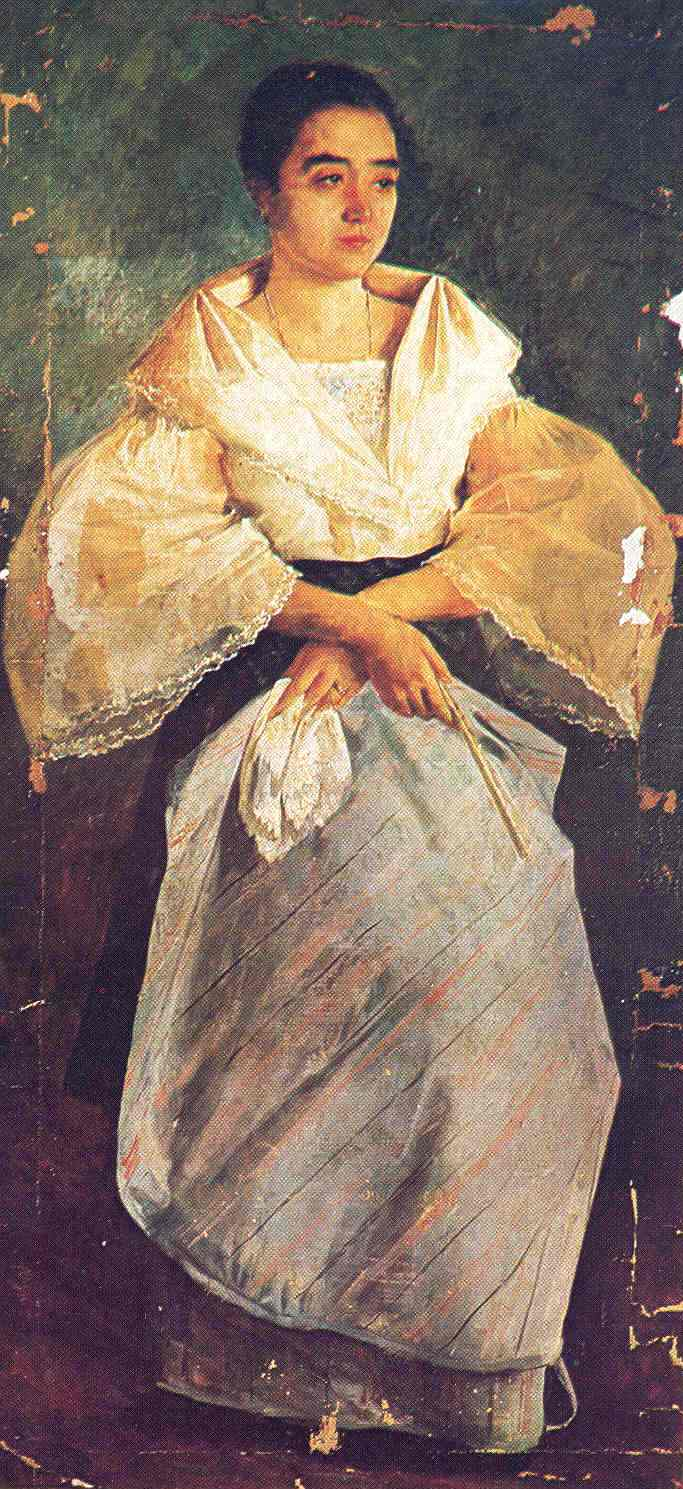
La Bulaqueña
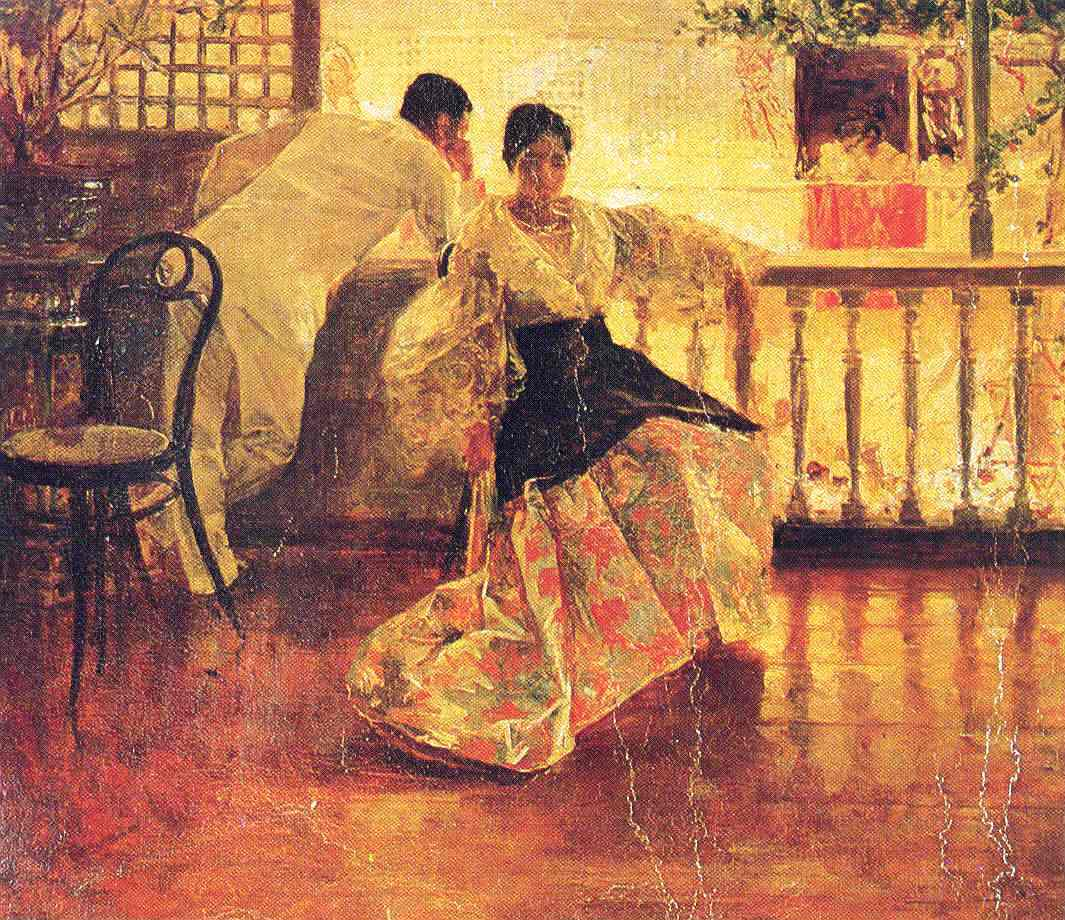
Tampuhan
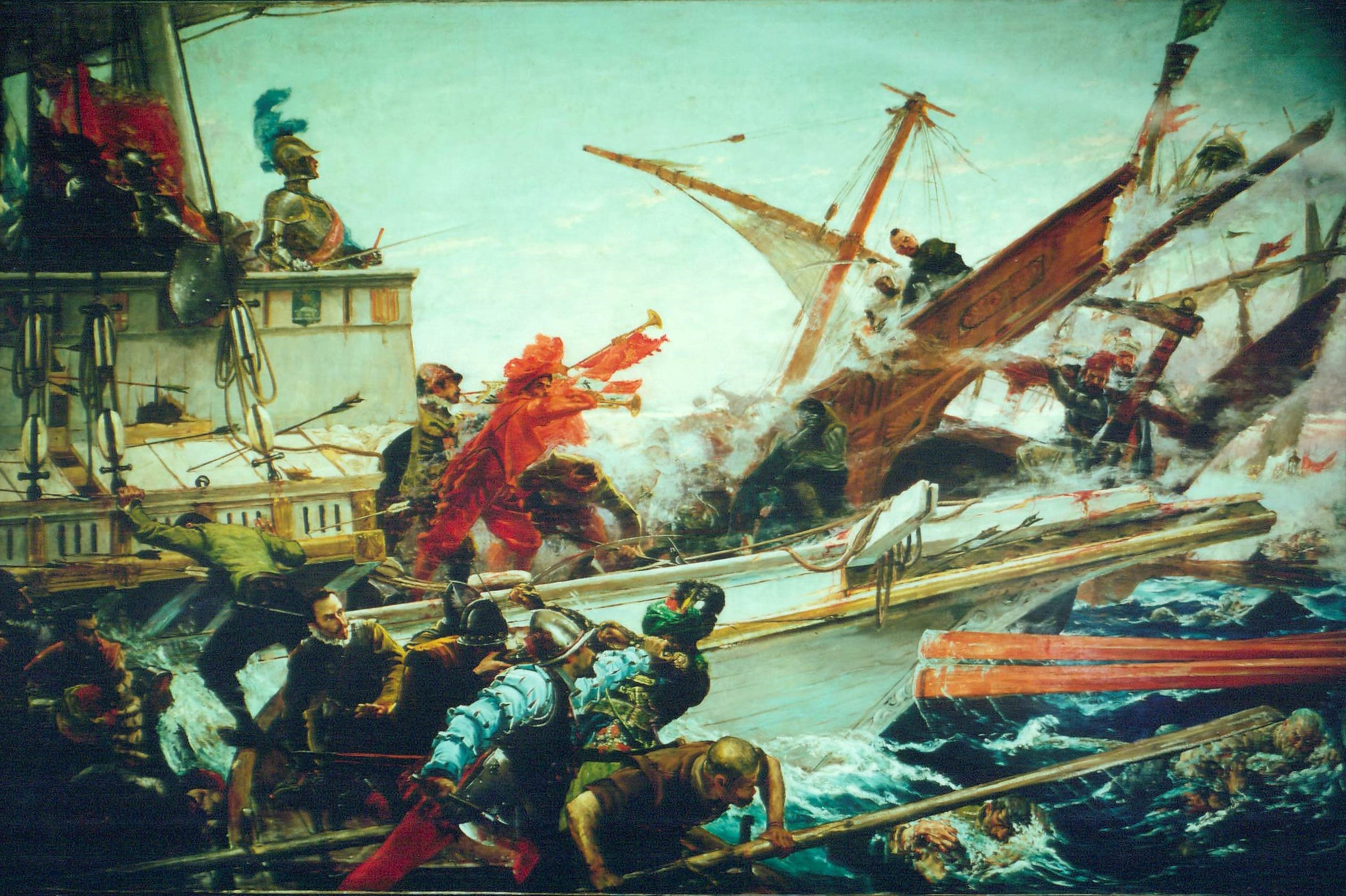
La Batalla de Lepanto
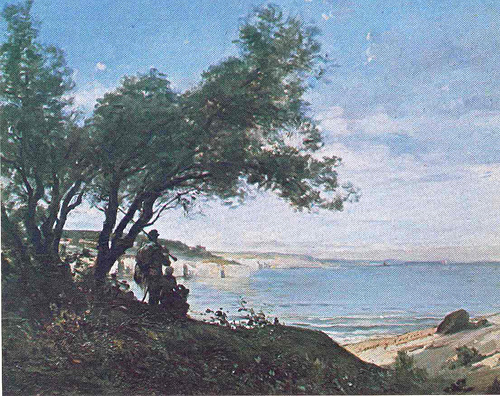
Bay of Biscay
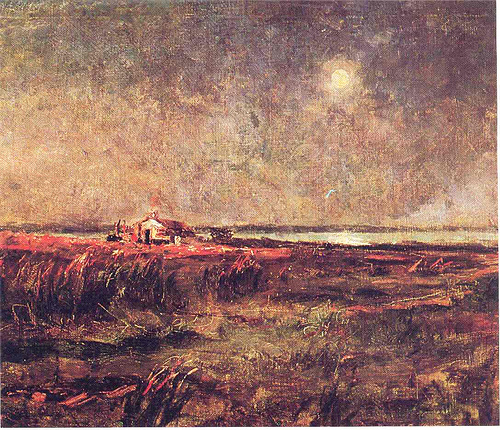
Puesta del Sol
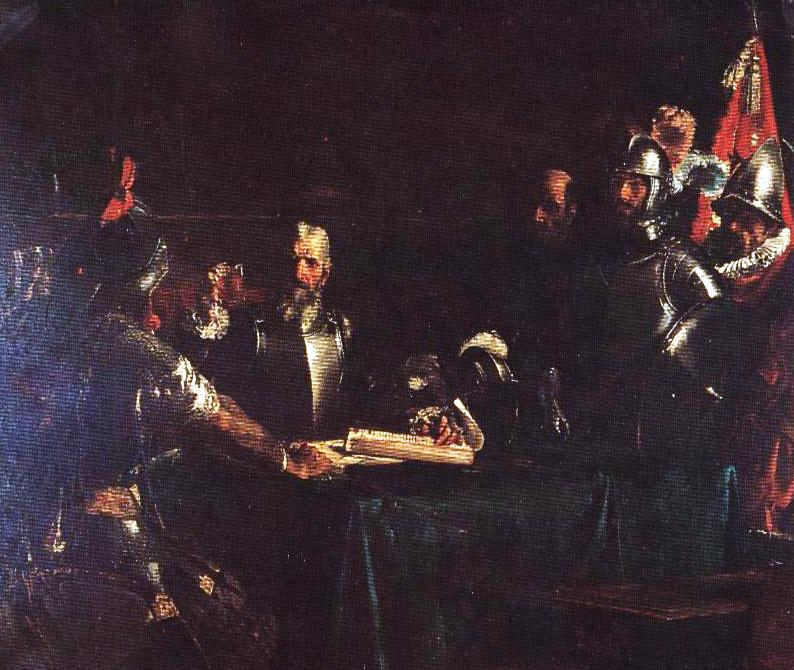
El Pacto de Sangre
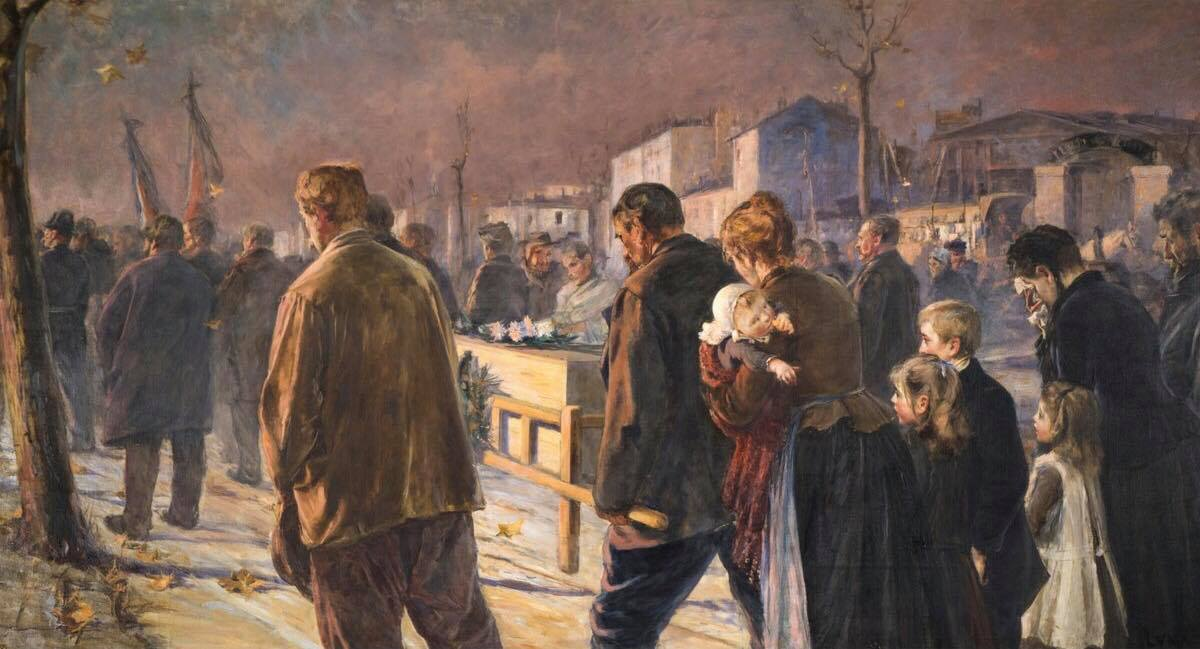
Herois Anònims
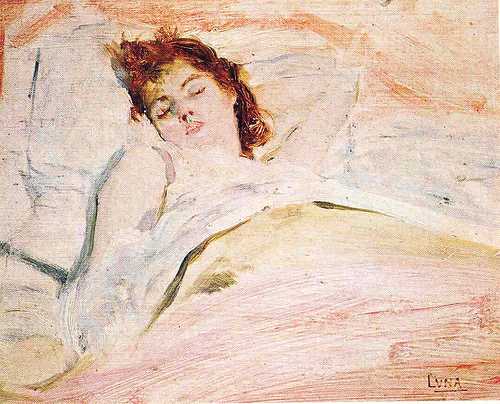
Ensuenos de Amor
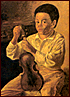
El Violinista
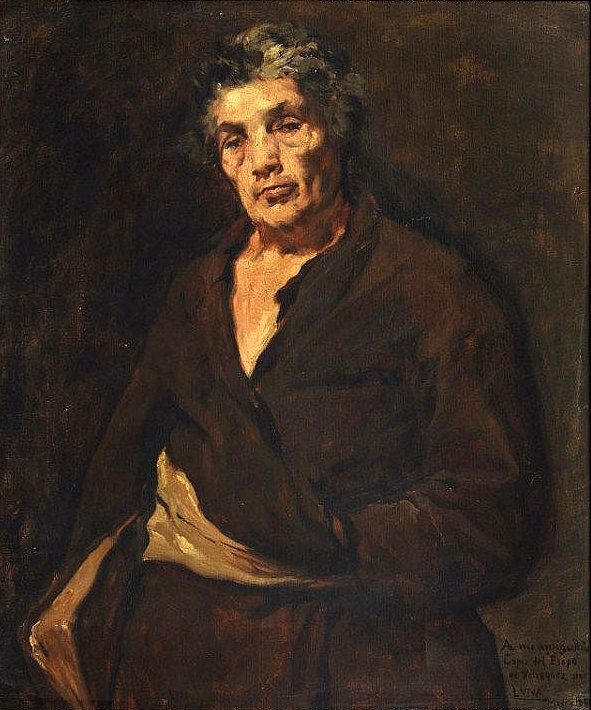
Esopo
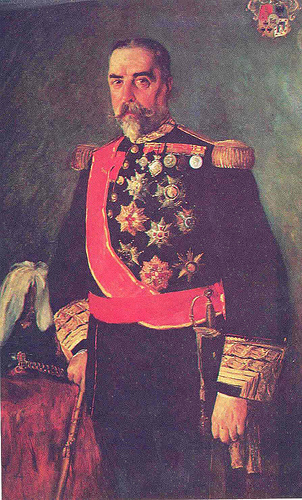
Ramon Blanco y Erenas
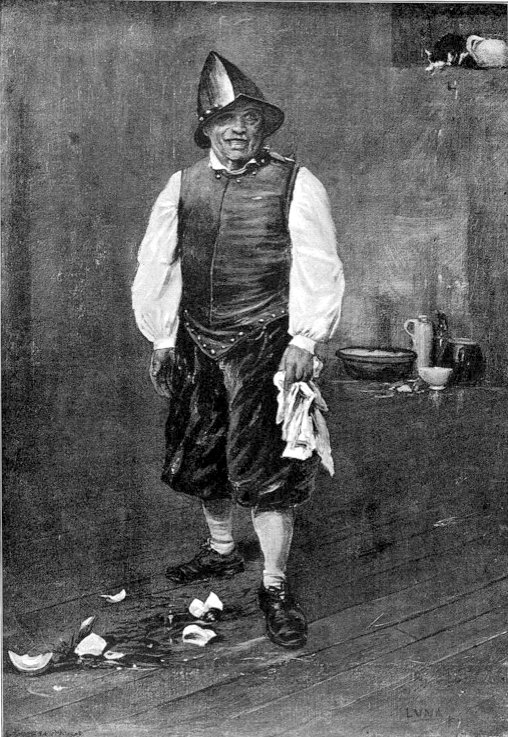
'El Babieca
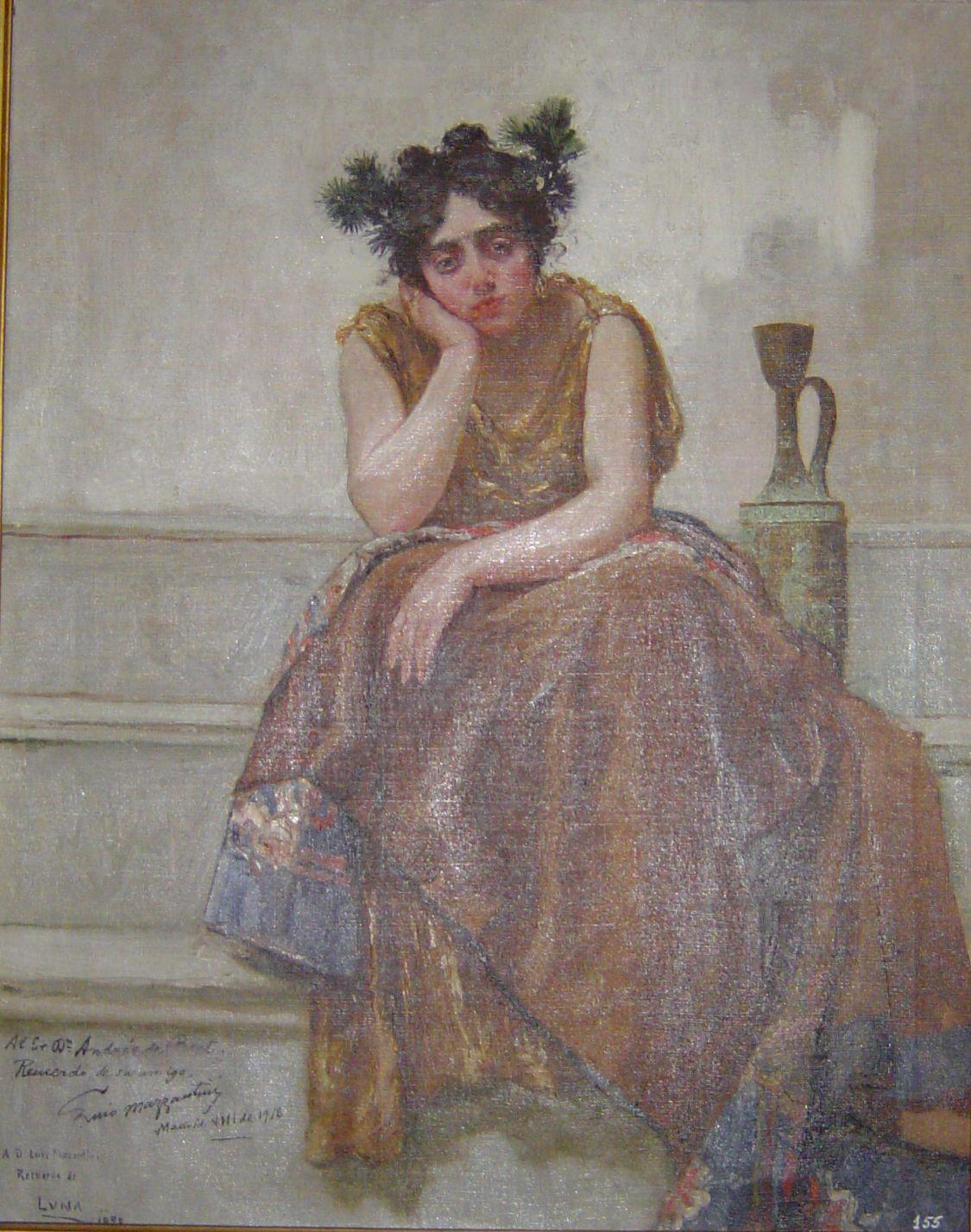
Figura Femenina
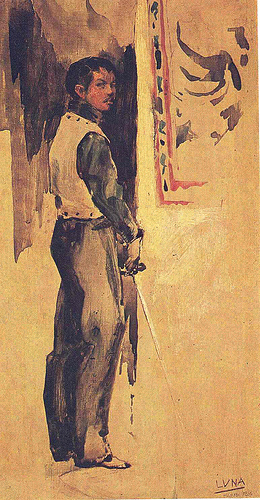
Indio Bravo
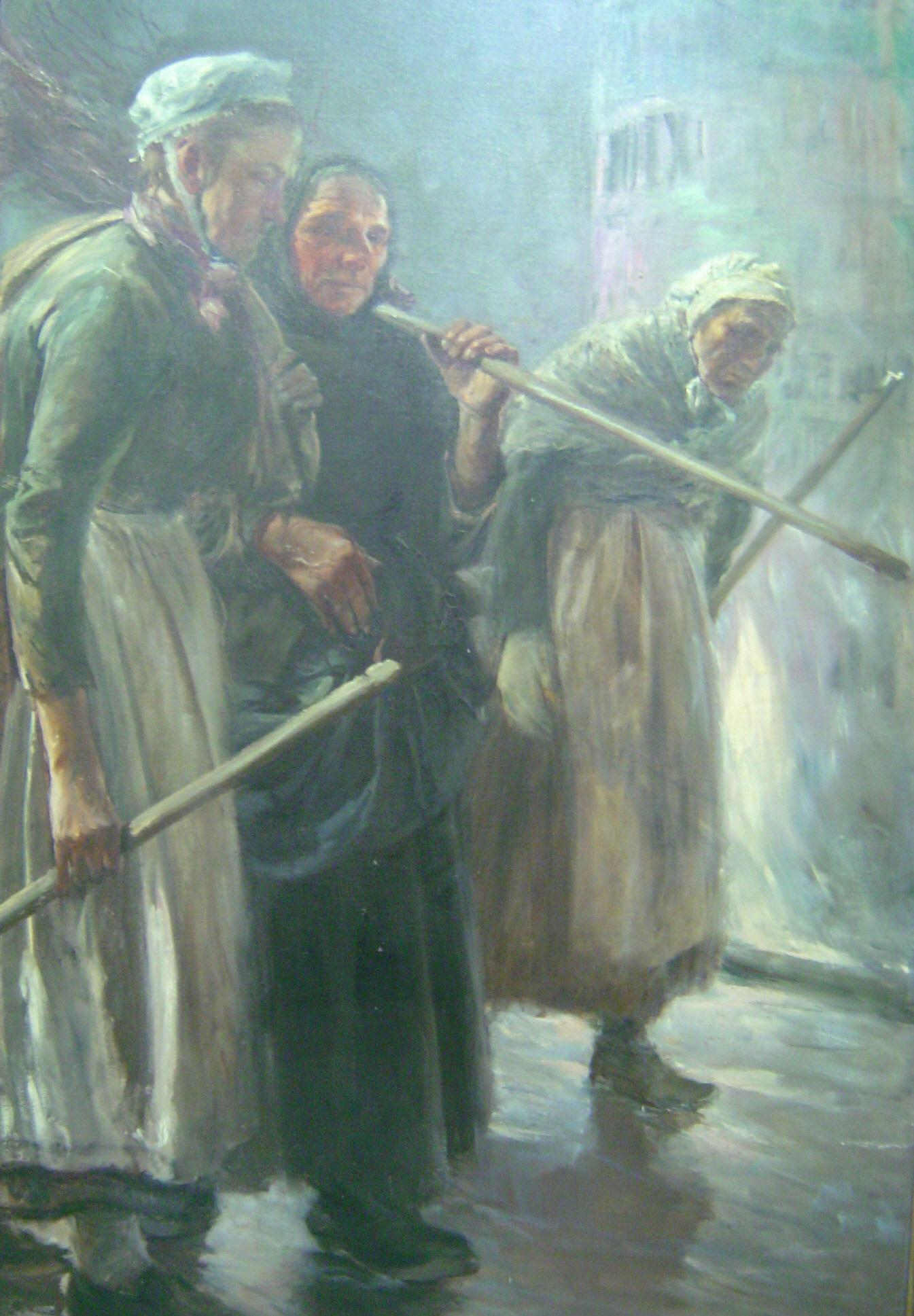
La Vanguardia
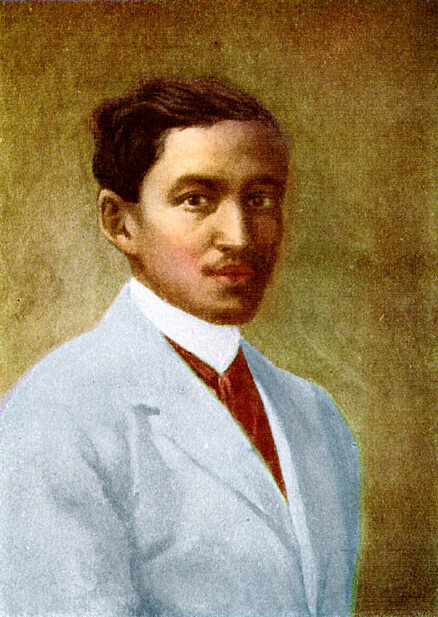
José Rizal
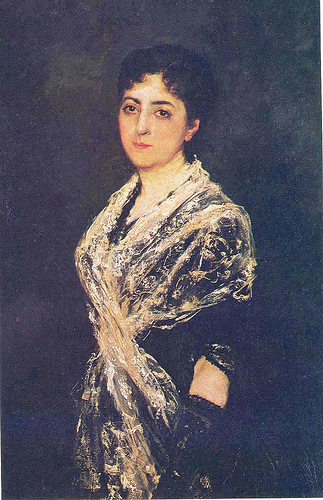
La Marquesa de Monte Olivar
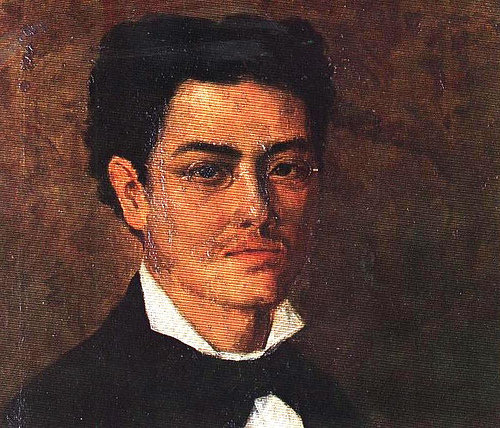
Manuel Luna
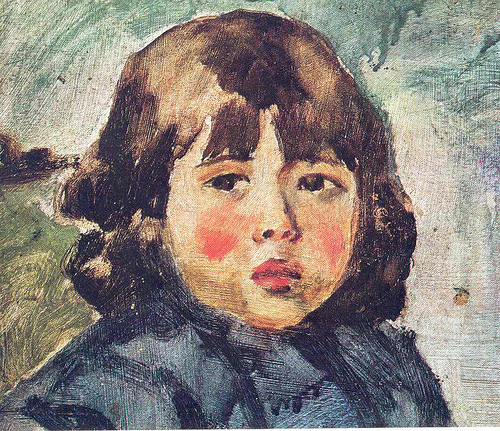
Mi Hijo Andres
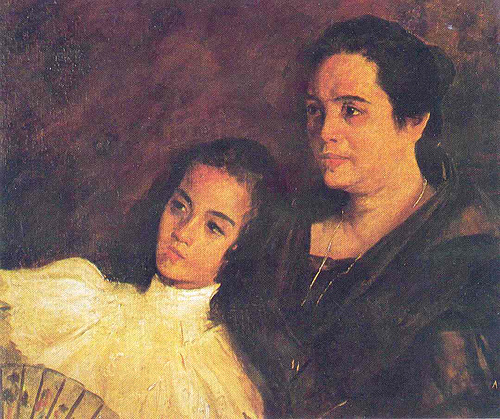
Nena y Tinita
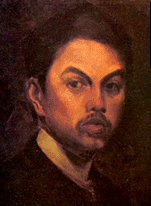
Self portrait